# Strage di via D'Amelio
La strage di via D'Amelio fu un attentato mafioso avvenuto domenica 19 luglio 1992, all'altezza del numero civico 19 di via Mariano D'Amelio a Palermo, in Italia, in cui morirono il magistrato italiano Paolo Borsellino e cinque agenti della scorta: Agostino Catalano, Emanuela Loi (una delle prime donne poliziotto italiane a far parte di una scorta e prima donna della Polizia di Stato italiana a cadere in servizio), Vincenzo Li Muli, Walter Eddie Cosina e Claudio Traina. L'unico sopravvissuto fu l'agente Antonino Vullo, che al momento dell'esplosione stava parcheggiando una delle auto della scorta.

## Storia

### Precedenti tentativi di attentato

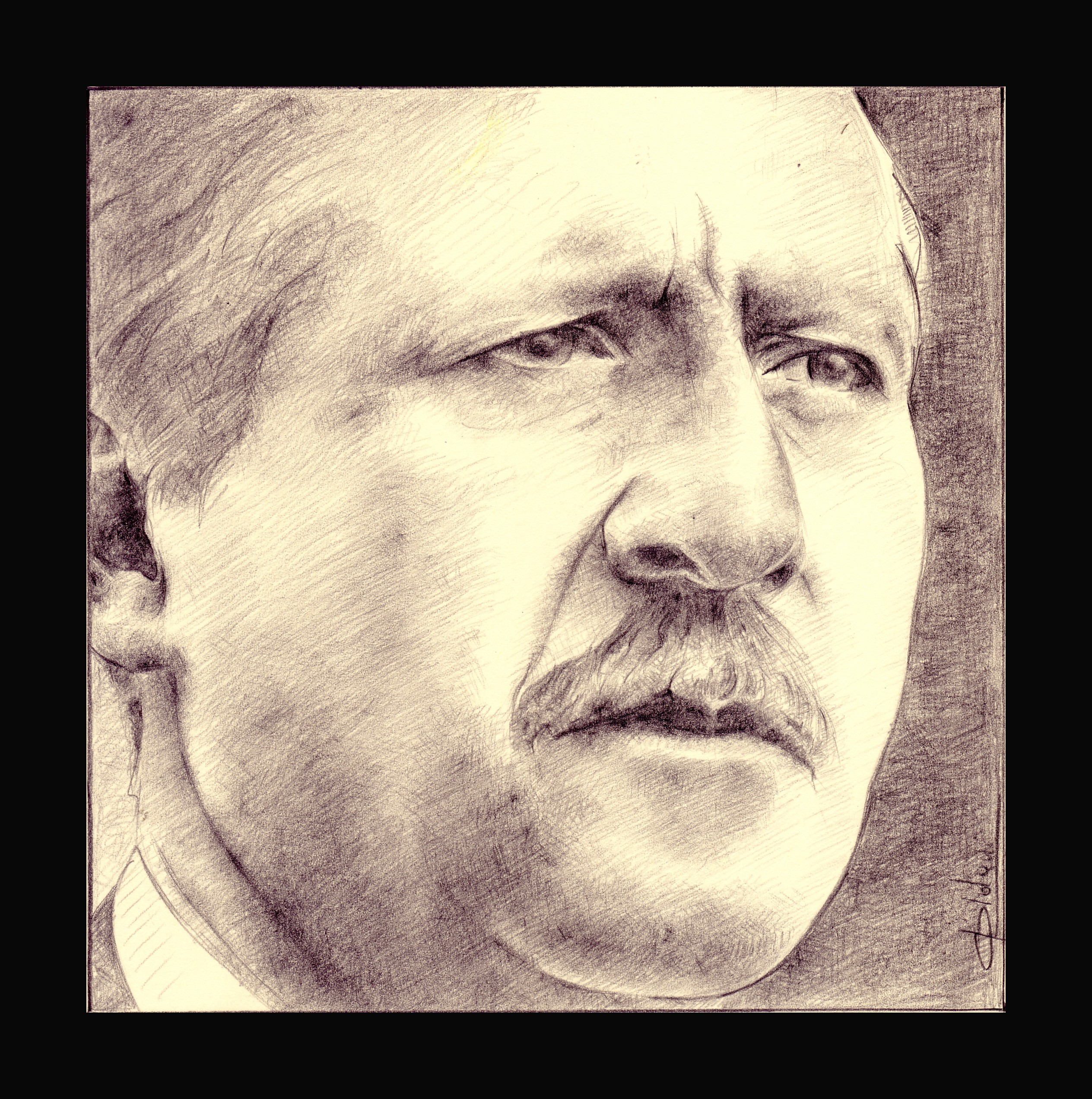
Paolo Borsellino, obiettivo dell'attentato

La volontà di Cosa nostra di uccidere Paolo Borsellino risalirebbe addirittura ai primi anni '80, quando il magistrato seguiva le indagini sugli assassini del capitano dei carabinieri Emanuele Basile. I primi tentativi concreti vennero messi in atto a partire dal 1987, quando Borsellino era procuratore capo a Marsala: infatti il boss Salvatore Riina incaricò Baldassare Di Maggio (reggente del mandamento di San Giuseppe Jato in assenza di Bernardo Brusca) di spiare le mosse del magistrato quando trascorreva le vacanze estive nella sua villa al mare a Villagrazia di Carini. Sempre con l'avallo di Riina, il piano ebbe un ulteriore sviluppo nel 1991: Francesco Messina (detto Mastru Ciccio, reggente del mandamento di Mazara del Vallo, in cui ricadeva il territorio di Marsala) assegnò il compito di eseguire l'attentato a Vito Mazzara (capo della Famiglia di Valderice), utilizzando un fucile di precisione o un'autobomba durante il tragitto che il giudice compiva da casa al lavoro. Tuttavia il progetto incontrò l'opposizione di Vincenzo D'Amico e Francesco Craparotta (rispettivamente capo e vice-capo della Famiglia di Marsala), i quali fecero trapelare la notizia all'esterno, facendo così aumentare le misure di sicurezza intorno al magistrato e bloccando di fatto ogni tentativo di attentato (per questo motivo, D'Amico e Craparotta verranno uccisi su ordine di Riina nel 1992).
Un altro tentativo stava trovando concreta attuazione nel 1988, quando Borsellino lasciava Marsala per trascorrere la domenica con i familiari nella sua abitazione di via Cilea a Palermo: un gruppo di fuoco composto da mafiosi della Noce e di Porta Nuova (Francesco Paolo Anzelmo, Raffaele e Domenico Ganci, Antonino Galliano, Salvatore Cancemi e Francesco La Marca) doveva colpirlo con armi da fuoco mentre usciva da casa per andare a comprare il giornale in edicola ma all'ultimo momento venne tutto sospeso perché, dopo un paio di appostamenti intorno all'abitazione, fu accertato che l'agguato non era fattibile.

### La decisione dell'attentato
La decisione di mettere in atto gli attentati contro i giudici Giovanni Falcone e Paolo Borsellino venne presa nel corso di alcune riunioni della "Commissione interprovinciale" di Cosa nostra, avvenute nei pressi di Enna tra il settembre-dicembre 1991 e presiedute dal boss Salvatore Riina, nelle quali vennero individuati anche altri obiettivi da colpire; subito dopo, durante una riunione della "Commissione provinciale" svoltasi nel dicembre successivo nella casa di Girolamo Guddo (mafioso di Altarello di Baida e cugino del boss Salvatore Cancemi), cui parteciparono Salvatore Riina, Matteo Motisi, Giuseppe Farinella, Giuseppe Graviano, Carlo Greco, Pietro Aglieri, Michelangelo La Barbera, Salvatore Cancemi, Giovanni Brusca, Raffaele Ganci, Nino Giuffrè, Giuseppe Montalto e Salvatore Madonia, venne deciso ed elaborato un piano stragista "ristretto", che prevedeva l'assassinio di Falcone e Borsellino, nonché di personaggi rivelatisi inaffidabili, primo fra tutti l'onorevole Salvo Lima ed altri uomini politici democristiani.
In seguito alla sentenza della Cassazione che confermava gli ergastoli del Maxiprocesso di Palermo (30 gennaio 1992), avvennero alcune riunioni ristrette della "Commissione provinciale" (a cui parteciparono Riina, Salvatore Biondino, Raffaele Ganci, Giovanni Brusca, Michelangelo La Barbera, Salvatore Cancemi) che si tennero sempre a casa di Girolamo Guddo e in cui venne deciso di dare inizio agli attentati: il 12 marzo venne assassinato Salvo Lima, mentre il 23 maggio avvenne la sconvolgente strage di Capaci, in cui rimasero uccisi Falcone, la moglie Francesca Morvillo e tre agenti di scorta.
Nel successivo mese di giugno, nel corso di una riunione tenutasi sempre nell'abitazione di Guddo, Riina manifestò a Biondino, Cancemi e Ganci la propria "premura" di eseguire un attentato nei confronti di Borsellino, evidenziando in particolare a Ganci che "la responsabilità era sua" ed affidando a Biondino "l'incarico di organizzare tutto e fare in fretta".

### I preparativi

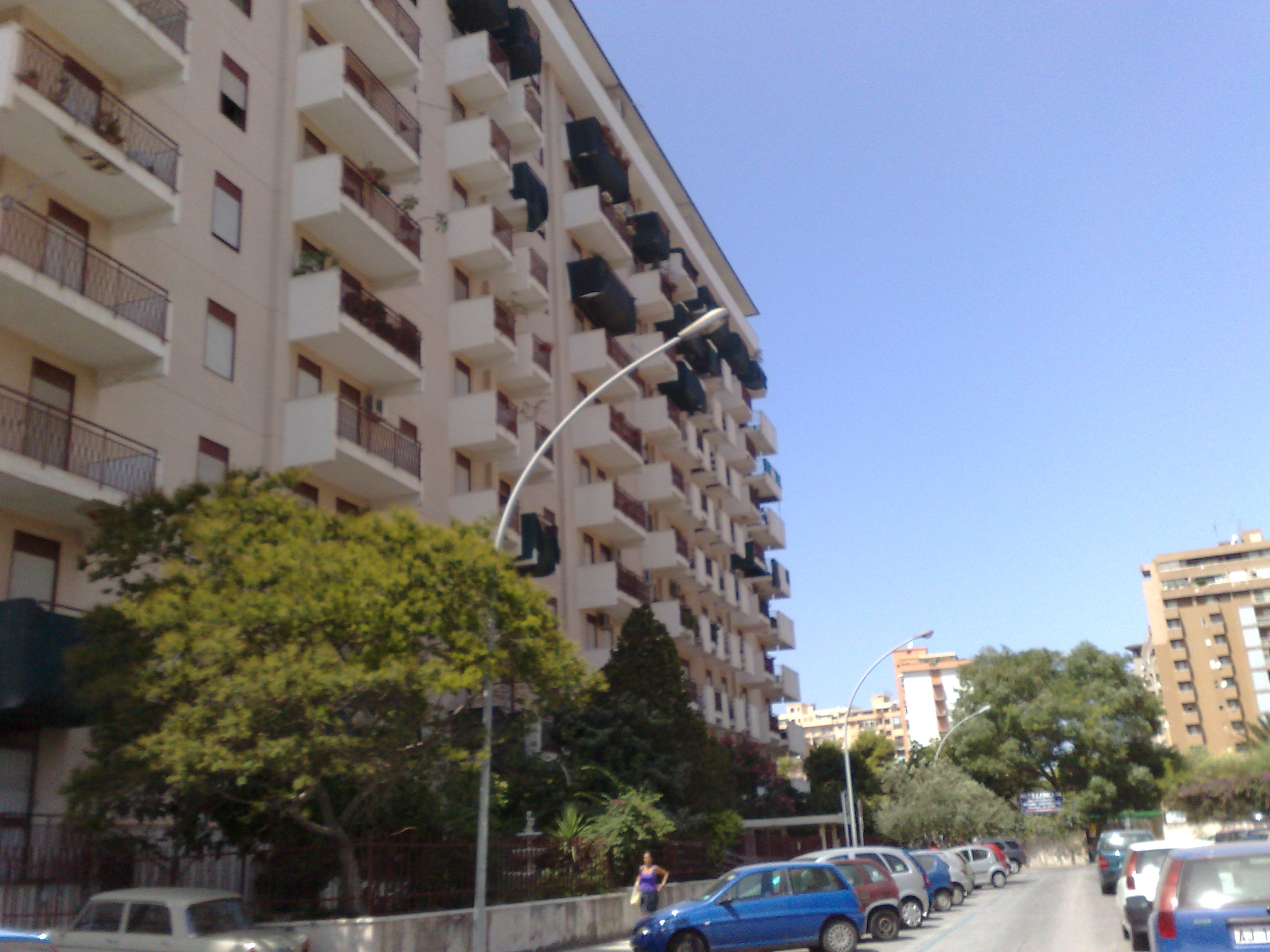
La via Mariano D'Amelio

Durante la prima settimana di luglio, Giuseppe Graviano (capo della Famiglia di Brancaccio) compì un primo sopralluogo in via Mariano D'Amelio insieme al suo "autista" Fabio Tranchina, chiedendogli di procurare un appartamento nelle vicinanze. La notte dell'8 luglio, Gaspare Spatuzza e Vittorio Tutino (mafiosi di Brancaccio) rubarono in via Bartolomeo Sirillo una Fiat 126 color amaranto, su incarico di Cristofaro Cannella (braccio destro di Graviano). L'auto appena rubata venne portata in un magazzino a Brancaccio, dove Spatuzza custodiva anche alcuni fusti di metallo contenenti esplosivo militare del tipo Semtex-H (miscela di PETN, tritolo e T4) ricavato da residuati bellici ripescati in mare. L'11 luglio, l'auto venne spostata in un garage a Corso dei Mille, dove un meccanico di sua fiducia riparò i freni e la frizione danneggiati.
Sempre l'11 luglio, Salvatore Biondino, insieme ai due cugini omonimi Salvatore Biondo (detti "il corto" e "il lungo") e a Giovan Battista Ferrante (mafiosi di San Lorenzo), procedettero alla prova del telecomando e delle trasmittenti che dovevano essere utilizzate nell'attentato (procurate da un commerciante incensurato) presso Villa Ferreri, una residenza abbandonata del '700 nei pressi del quartiere Tommaso Natale che veniva usata come deposito di armi della "famiglia".
Tra il 13 e il 14 luglio, Raffaele Ganci e il figlio Domenico andarono a trovare il nipote Antonino Galliano, impiegato come guardia giurata presso una filiale della Sicilcassa e "uomo d'onore" della Famiglia della Noce, per incaricarlo di effettuare, la domenica successiva, il pedinamento di Borsellino, come già aveva fatto con Falcone durante la strage di Capaci. In quegli stessi giorni, Spatuzza venne convocato da Giuseppe Graviano, che gli diede indicazioni per rubare le targhe da apporre sulla Fiat 126. Inoltre, sempre durante quei giorni, Graviano compì un secondo sopralluogo in via D'Amelio, sempre insieme a Tranchina, chiedendogli se avesse trovato l'appartamento che gli aveva chiesto in precedenza: alla sua risposta negativa, Graviano ebbe a dire che "allora si sarebbe messo comodo nel giardino".
Il 16 luglio, Giovanni Brusca si mise a disposizione di Biondino per l'attentato ma lui gli disse di essere già "sotto lavoro" e di non avere bisogno del suo aiuto. Lo stesso giorno, Biondino intimò a Ferrante di non allontanarsi da Palermo la domenica successiva per andare al mare poiché ci sarebbe stato "del da fare". Due giorni dopo anche Ganci informò Cancemi che l'attentato sarebbe avvenuto domenica durante una visita del magistrato alla madre e che Biondino aveva già messo a punto ogni dettaglio per l’esecuzione.
La mattina del 18 luglio, Spatuzza e Tutino andarono a comprare da un elettrauto a Corso dei Mille due batterie per auto e un'antennina da collocare sull'autobomba; poi, nel primo pomeriggio, andarono a lasciare la Fiat 126 e l'attrezzatura acquistata in un garage di via Villasevaglios, dove notarono la presenza di Francesco Tagliavia, Lorenzo Tinnirello (entrambi mafiosi di Corso dei Mille) e di una terza persona rimasta sconosciuta, ma andarono via subito dopo la consegna. Nello stesso pomeriggio, Spatuzza e Tutino rubarono anche le targhe da un'altra Fiat 126 nella carrozzeria di Giuseppe Orofino a Corso dei Mille e, successivamente, Spatuzza consegnò le targhe a Graviano presso il maneggio dei fratelli Salvatore e Nicola Vitale (mafiosi di Roccella; Salvatore Vitale abitava in via D'Amelio e quindi spiava i movimenti di Borsellino). Sempre nella giornata del 18 luglio, Biondino diede a Ferrante un bigliettino su cui era annotato un numero di cellulare (che risultò essere utilizzato da Cristofaro Cannella) al quale comunicare gli spostamenti di Borsellino e gli diede appuntamento per la mattina successiva.

### Gli appostamenti
Alle prime ore del mattino del 19 luglio, Tranchina accompagnò Graviano (che aveva pernottato a casa sua) ad un appuntamento che aveva con Cristofaro Cannella e poi andò al mare con i suoi familiari, lasciandoli insieme per tutta la giornata. Alle ore 07:00 del mattino, i mafiosi delle Famiglie della Noce, Porta Nuova e San Lorenzo iniziarono il "pattugliamento" intorno a via Cilea (dove abitava Borsellino) e a via D'Amelio: una prima autovettura con a bordo Biondino e Biondo "il lungo", una seconda con Cancemi e Raffaele Ganci mentre Galliano, Ferrante e i fratelli Domenico e Stefano Ganci si muovevano singolarmente, a volte anche a piedi.
Siccome il magistrato non si recò dalla madre in mattinata ma andò con la famiglia nella villa al mare a Villagrazia di Carini, il pedinamento venne sospeso e riprese nel primo pomeriggio, senza la presenza di Galliano, che andò al lavoro, mentre Ganci e Cancemi si recarono ad attendere l'esito dell'attentato a casa di un loro fiancheggiatore. Alle ore 16:52 Ferrante, che si trovava in una traversa di viale della Regione Siciliana, chiamò da una cabina telefonica il numero annotato sul bigliettino, segnalando il passaggio delle tre auto blindate di scorta che stavano portando Borsellino in via D'Amelio.

### La strage

Un'immagine di via D'Amelio poco dopo l'attentato

Il 19 luglio 1992, alle ore 16:58, la Fiat 126 rubata contenente circa 90 chilogrammi di Semtex-H telecomandati a distanza (probabilmente da dietro un muretto in fondo alla strada o da un condominio in costruzione nelle vicinanze), venne fatta esplodere in via Mariano D'Amelio al civico 21 a Palermo con anche a bordo i cinque agenti della scorta Emanuela Loi, Agostino Catalano, Vincenzo Li Muli, Walter Eddie Cosina e Claudio Traina, sotto il palazzo dove all'epoca abitavano Maria Pia Lepanto e Rita Borsellino (rispettivamente madre e sorella del magistrato), presso le quali il giudice quella domenica si era recato in visita; l'agente sopravvissuto Antonio Vullo descrisse così l'esplosione: «Il giudice e i miei colleghi erano già scesi dalle auto, io ero rimasto alla guida, stavo facendo manovra, stavo parcheggiando l'auto che era alla testa del corteo. Non ho sentito alcun rumore, niente di sospetto, assolutamente nulla. Improvvisamente è stato l'inferno. Ho visto una grossa fiammata, ho sentito sobbalzare la blindata. L'onda d'urto mi ha sbalzato dal sedile. Non so come ho fatto a scendere dalla macchina. Attorno a me c'erano brandelli di carne umana sparsi dappertutto [...]».

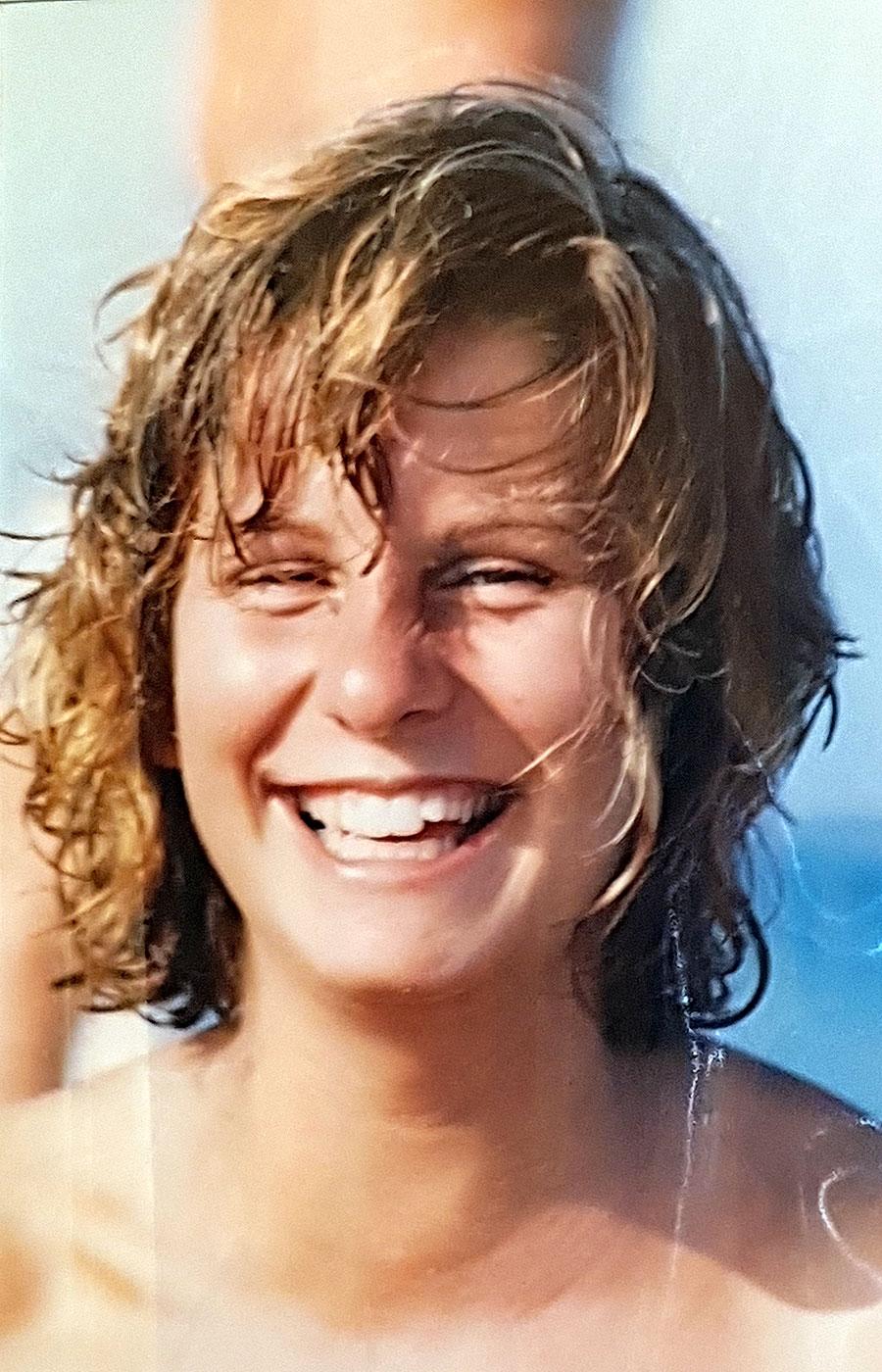
Emanuela Loi, prima agente donna della Polizia di Stato a restare uccisa in servizio

Lo scenario descritto dal personale della locale Squadra Mobile giunto sul posto parlò di «decine di auto distrutte dalle fiamme, altre che continuano a bruciare, proiettili che a causa del calore esplodono da soli, gente che urla chiedendo aiuto, nonché alcuni corpi orrendamente dilaniati». L'esplosione causò inoltre, collateralmente, danni gravissimi agli edifici ed esercizi commerciali della via, danni che ricaddero sugli abitanti. Sul luogo della strage, pochi minuti dopo il fatto, giunse immediatamente il deputato ed ex-giudice Giuseppe Ayala che abitava nelle vicinanze.
Gli agenti di scorta ebbero a dichiarare che la via D'Amelio era considerata una strada pericolosa in quanto molto stretta, tanto che, come rivelato in una intervista rilasciata alla Rai da Antonino Caponnetto, era stato chiesto alla Questura di Palermo di vietare il parcheggio di veicoli davanti alla casa, richiesta rimasta però senza seguito. Rimase inoltre tristemente celebre l'amareggiato commento di Caponnetto alle telecamere poco dopo aver visto la salma di Borsellino, in cui disse disperato «È finito tutto!», stringendo le mani del giornalista RAI Gianfranco D’Anna che poneva la domanda.

### Reazioni

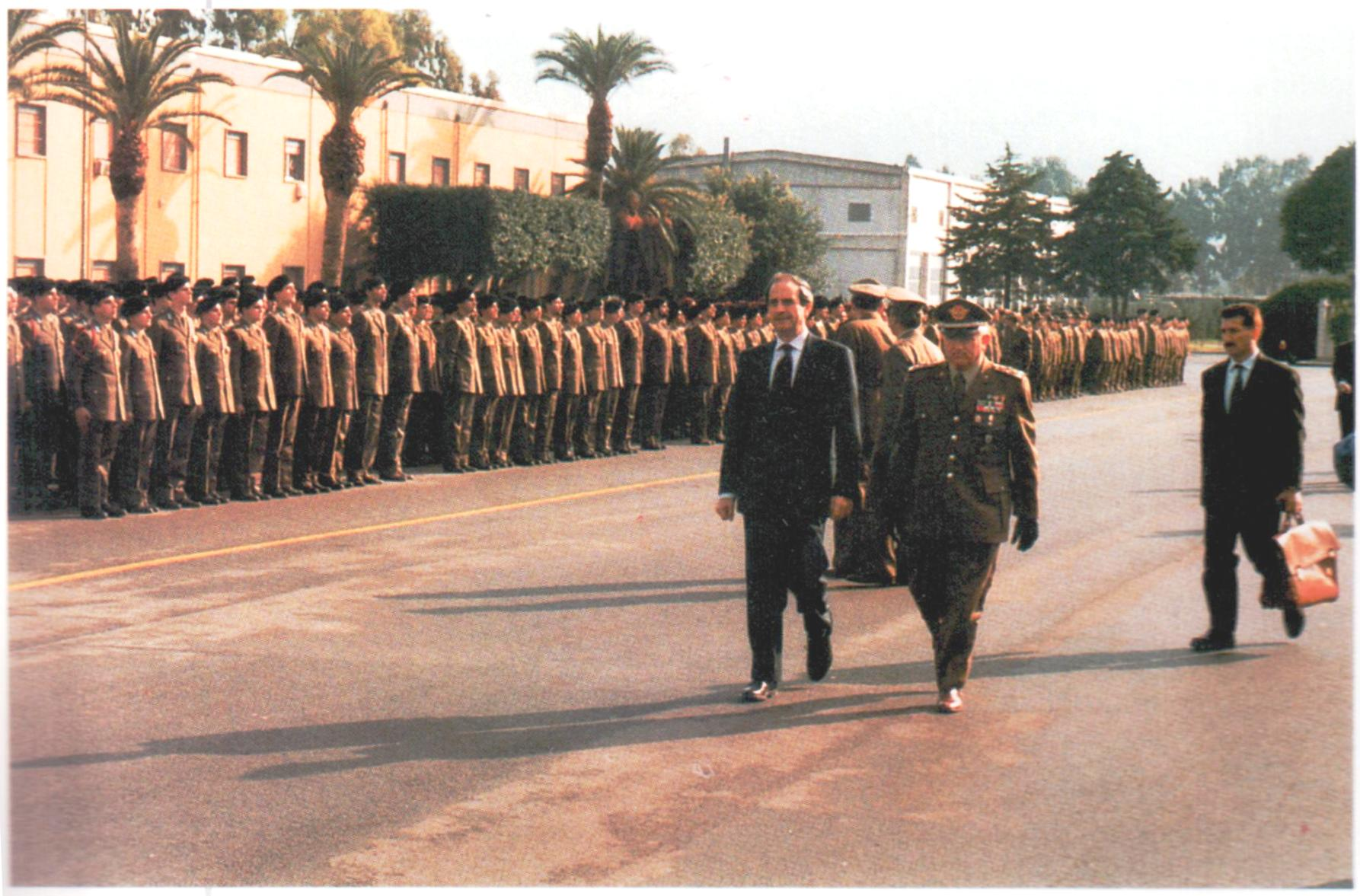
L'allora ministro della difesa Salvo Andò passa in rassegna le truppe impegnate nell'operazione Vespri siciliani

In risposta alla strage, che avvenne a soli 57 giorni di distanza da quella di Capaci, la notte del 19 luglio l'allora Ministro della giustizia Claudio Martelli firmò d'urgenza l'applicazione del regime di carcere duro (art. 41 bis dell'ordinamento penitenziario) nei confronti di circa trecento detenuti per reati di mafia, 'ndrangheta e camorra, di cui dispose anche il trasferimento in blocco nei penitenziari dell'Asinara e di Pianosa per limitarne al minimo i contatti con l'esterno.
Il 21 luglio, nella Cattedrale di Palermo, si svolsero i funerali dei cinque agenti di scorta uccisi, ai quali partecipò l'intera popolazione cittadina e furono caratterizzati da feroci proteste: 4000 agenti vennero chiamati per mantenere l'ordine e furono contestati dalla folla poiché impedirono l'accesso alla Cattedrale e, al grido "Fuori la mafia dallo Stato", non furono risparmiati nemmeno i rappresentanti dello Stato presenti, compreso il neopresidente della Repubblica Italiana Oscar Luigi Scalfaro, che fu costretto a uscire da una porta secondaria al termine della messa tra spintoni, calci e pugni, mentre il Capo della polizia Vincenzo Parisi venne addirittura colpito da uno schiaffo nella calca.
Pochi giorni dopo, il 24 luglio, circa 10.000 persone parteciparono ai funerali privati di Borsellino, celebrati nella chiesa di Santa Maria Luisa di Marillac, disadorna e periferica, dove il giudice era solito sentir messa, quando poteva, nelle domeniche di festa. I familiari del giudice rifiutarono il rito di Stato: la moglie Agnese, infatti, accusava il governo di non aver saputo proteggere il marito, e volle una cerimonia privata senza la presenza dei politici. L'orazione funebre fu pronunciata da Antonino Caponnetto, il vecchio giudice che aveva diretto l'ufficio di Falcone e Borsellino: «Caro Paolo, la lotta che hai sostenuto dovrà diventare e diventerà la lotta di ciascuno di noi».
In quegli stessi giorni, otto sostituti procuratori della Procura di Palermo ed ex colleghi del magistrato ucciso (Roberto Scarpinato, Antonio Ingroia, Alfredo Morvillo, Teresa Principato, Ignazio De Francisci, Vittorio Teresi, Giovanni Ilarda e Nino Napoli) minacciarono le dimissioni di massa in segno di protesta contro il procuratore capo Pietro Giammanco, al quale veniva addebitata la responsabilità di avere progressivamente isolato Falcone e Borsellino. Quella clamorosa presa di posizione innescò un conflitto interno alla Procura che costrinse il Consiglio superiore della magistratura a intervenire e indusse il procuratore Giammanco a chiedere il trasferimento (verrà sostituito qualche mese dopo da Gian Carlo Caselli).
Quello stesso 24 luglio, mentre a Palermo si svolgevano i funerali di Borsellino, il Consiglio dei ministri presieduto da Giuliano Amato, con il decreto-legge n. 349 del 25 luglio 1992, dava il via alla cosiddetta "Operazione Vespri siciliani", che autorizzava l'invio di circa 7000 militari in Sicilia per operazioni di sicurezza e controllo del territorio e di prevenzione di delitti di criminalità organizzata, e conferiva al personale militare alcune funzioni proprie della qualifica di ufficiali e agenti di pubblica sicurezza. Il 7 agosto successivo, il Parlamento convertì in legge, senza modifiche, il decreto-legge 8 giugno 1992, n. 306 detto "Scotti-Martelli" che inaspriva le prescrizioni dell'articolo 41-bis in tema di "carcere duro" riservato ai detenuti per reati di mafia.

## Indagini e processi

### Prime indagini e il processo "Borsellino uno"
Le prime indagini sulla strage di via D'Amelio vennero coordinate dal Procuratore capo di Caltanissetta Giovanni Tinebra e dai sostituti procuratori Ilda Boccassini e Fausto Cardella (cui si aggiunsero negli anni successivi i sostituti Annamaria Palma, Nino Di Matteo e Carmelo Petralia). Fu così che nel settembre 1992 il gruppo investigativo della Polizia di Stato denominato "Falcone-Borsellino" e guidato dal capo della Squadra mobile di Palermo Arnaldo La Barbera riuscì a individuare e arrestare i pregiudicati Salvatore Candura e Vincenzo Scarantino (due balordi della Guadagna con precedenti penali per rapina, spaccio di droga e violenza sessuale), i quali si autoaccusarono del furto della Fiat 126 utilizzata nell'attentato: tale circostanza venne confermata dal detenuto Francesco Andriotta, il quale era stato compagno di cella di Scarantino nel carcere di Busto Arsizio e aveva riferito agli inquirenti di avere ricevuto confidenze dallo stesso Scarantino sull'esecuzione della strage; in particolare Scarantino dichiarò di avere ricevuto l'incarico del furto della Fiat 126 dal cognato Salvatore Profeta (mafioso della Guadagna, morto nel 2018) e di avere portato l'auto rubata nell'officina di Giuseppe Orofino, dove venne preparata l'autobomba; inoltre Scarantino accusò un gruppo di fuoco del "mandamento" di Santa Maria di Gesù-Guadagna (Pietro Aglieri, lo stesso Salvatore Profeta, Natale Gambino, Giuseppe La Mattina, Giuseppe Urso, Cosimo Vernengo, Gaetano Murana, Gaetano Scotto, Lorenzo Tinnirello e Francesco Tagliavia) di essere gli esecutori della strage di via D'Amelio e riferì di avere assistito per caso a una riunione ristretta della "Commissione" nella villa del mafioso Giuseppe Calascibetta, dove venne decisa l'uccisione di Borsellino.
In un successivo interrogatorio, Scarantino dichiarò che alla riunione nella villa di Calascibetta erano presenti anche Salvatore Cancemi e Gioacchino La Barbera, entrambi diventati collaboratori di giustizia, i quali però negarono la circostanza e, durante i confronti dinanzi ai pubblici ministeri, accusarono Scarantino di dire falsità nelle sue dichiarazioni. Tali dichiarazioni portarono al primo troncone del processo per la strage di via D'Amelio (denominato "Borsellino uno"), che iniziò nell'ottobre 1994 e vedeva imputati Scarantino, Salvatore Profeta, Giuseppe Orofino e Pietro Scotto (tecnico telefonico e fratello del mafioso Gaetano, accusato dagli inquirenti di aver manomesso gli impianti telefonici del palazzo di via D'Amelio per intercettare le telefonate della madre del giudice Borsellino al fine di conoscere i movimenti del magistrato).
Durante le udienze, gli avvocati difensori chiamarono a testimoniare un transessuale e due travestiti che affermavano di avere avuto una relazione con Scarantino, al fine di screditarne le dichiarazioni; nel luglio 1995 Scarantino ritrattò le sue accuse nel corso di un'intervista telefonica trasmessa da Studio Aperto, dichiarando di avere accusato degli innocenti. Tuttavia i giudici non ritennero veritiera tale ritrattazione e nel 1996 la Corte d'Assise di Caltanissetta, presieduta dal giudice Renato Di Natale, condannò in primo grado Profeta, Orofino e Scotto all'ergastolo mentre Scarantino a diciotto anni di carcere. Nel gennaio 1999 la Corte d'assise d'appello di Caltanissetta, presieduta da Giovanni Marletta, giudicò inattendibile Scarantino perché smentito dalle dichiarazioni del nuovo collaboratore di giustizia Giovan Battista Ferrante, assolvendo Pietro Scotto mentre la condanna di Orofino venne ridotta a nove anni, derubricandola in favoreggiamento; la condanna all'ergastolo per Profeta e quella a diciotto anni per Scarantino vennero invece confermate. Nel dicembre 2000 tali condanne e l'assoluzione di Scotto vennero confermate dalla Corte di cassazione.

### Borsellinobis
Nel gennaio 1996 vennero rinviati a giudizio Salvatore Riina, Pietro Aglieri, Carlo Greco, Giuseppe Calascibetta, Giuseppe Graviano e Salvatore Biondino (accusati da Scarantino di aver partecipato alla riunione in casa di Calascibetta in cui venne decisa l'uccisione di Borsellino) ma anche Francesco Tagliavia, Cosimo Vernengo, Natale ed Antonino Gambino, Giuseppe La Mattina, Lorenzo Tinnirello, Gaetano Murana, Gaetano Scotto, Giuseppe Urso, Salvatore Tomaselli, Giuseppe Romano e Salvatore Vitale (accusati sempre da Scarantino di essersi occupati della preparazione dell'autobomba e del trasferimento della stessa sul luogo dell'attentato), i quali figurarono imputati nel secondo filone del processo per la strage di via D'Amelio (denominato "Borsellino bis"), che iniziò il 14 maggio dello stesso anno. Nel settembre 1998, durante un'udienza, Scarantino ritrattò pubblicamente tutte le sue accuse, sostenendo di avere subito maltrattamenti durante la sua detenzione nel carcere di Pianosa e di essere stato costretto a collaborare dal questore La Barbera.
Tuttavia i giudici non credettero nuovamente a questa ennesima ritrattazione e nel 1999 la Corte d'Assise di Caltanissetta, presieduta dal giudice Pietro Falcone, condannò in primo grado Salvatore Riina, Pietro Aglieri, Salvatore Biondino, Carlo Greco, Giuseppe Graviano, Gaetano Scotto e Francesco Tagliavia all'ergastolo mentre Giuseppe Calascibetta, Natale Gambino, Giuseppe La Mattina, Lorenzo Tinnirello, Giuseppe Urso, Cosimo Vernengo e Salvatore Vitale vennero condannati a dieci anni di carcere per associazione mafiosa ma assolti dal reato di strage; stessa cosa per Antonino Gambino, Gaetano Murana e Salvatore Tomaselli, che però furono condannati a otto anni; l'unico assolto fu Giuseppe Romano.
Durante il processo d'appello, venne acquisita anche la testimonianza del collaboratore di giustizia Calogero Pulci (ex mafioso di Sommatino e uomo di fiducia del boss Giuseppe "Piddu" Madonia), il quale dichiarò che Gaetano Murana gli avrebbe confidato in carcere di aver partecipato alle fasi esecutive della strage, confermando così le dichiarazioni di Scarantino; inoltre nell'udienza del 23 maggio 2001 testimoniò anche il vicequestore Gioacchino Genchi (ex membro del gruppo investigativo "Falcone-Borsellino" del dirigente Arnaldo La Barbera), che avanzò l'ipotesi secondo cui il telecomando che provocò l'esplosione venne azionato dal castello Utveggio, sul monte Pellegrino, dove secondo le sue indagini si trovava una sede distaccata del SISDE, notizia che risultò falsa. Infine nel marzo 2002 la Corte d'assise d'appello di Caltanissetta, presieduta da Francesco Caruso, giudicò attendibile Pulci, condannando all'ergastolo per il reato di strage anche Cosimo Vernengo, Giuseppe La Mattina, Natale Gambino, Lorenzo Tinnirello, Giuseppe Urso e Gaetano Murana, che in primo grado erano stati invece assolti da questa accusa; vennero anche confermati gli ergastoli inflitti a Salvatore Riina, Pietro Aglieri, Salvatore Biondino, Carlo Greco, Giuseppe Graviano, Gaetano Scotto e Francesco Tagliavia e le condanne a dieci anni di carcere per Giuseppe Calascibetta e Salvatore Vitale, quelle a otto anni per Salvatore Tomaselli e Antonino Gambino, nonché l'assoluzione per Giuseppe Romano. Nel luglio 2003 tali condanne e l'assoluzione di Romano vennero confermate dalla Corte di cassazione.

### Borsellinoter
Nel 1998 iniziò il terzo troncone del processo (denominato "Borsellino ter"), scaturito dalle dichiarazioni dei collaboratori di giustizia Giovan Battista Ferrante, Giovanni Brusca, Salvatore Cancemi, Calogero Ganci, Antonino Galliano e Francesco Paolo Anzelmo: gli imputati erano Giuseppe "Piddu" Madonia, Benedetto Santapaola, Giuseppe Calò, Giuseppe Farinella, Raffaele Ganci, Antonino Giuffrè, Filippo Graviano, Michelangelo La Barbera, Giuseppe e Salvatore Montalto, Matteo Motisi, Bernardo Provenzano, Francesco Madonia, Mariano Agate, Salvatore Buscemi, Antonino Geraci, Giuseppe Lucchese, Benedetto Spera e gli stessi collaboratori Brusca e Cancemi (accusati di essere i componenti delle "Commissioni" provinciale e regionale di Cosa nostra e quindi di avere avallato la realizzazione della strage) ma anche Salvatore Biondo (classe 1955), l'omonimo Salvatore Biondo (classe 1956), Domenico e Stefano Ganci, Cristofaro Cannella e lo stesso collaboratore Ferrante (accusati di avere provato il funzionamento del telecomando e dei congegni elettrici che servirono per l'esplosione e di avere segnalato telefonicamente gli spostamenti del giudice Borsellino e della scorta poco prima della strage).
Nel 1999 la Corte d'Assise di Caltanissetta, presieduta dal giudice Carmelo Zuccaro, condannò in primo grado all'ergastolo Giuseppe Madonia, Benedetto Santapaola, Giuseppe Calò, Giuseppe Farinella, Raffaele Ganci, Antonino Giuffrè, Filippo Graviano, Michelangelo La Barbera, Giuseppe e Salvatore Montalto, Matteo Motisi, Bernardo Provenzano, Salvatore Biondo (classe 1955), Cristofaro Cannella, Domenico e Stefano Ganci mentre il collaboratore di giustizia Salvatore Cancemi venne condannato a ventisei anni di carcere, l'altro collaboratore Giovan Battista Ferrante a ventitré anni, Francesco Madonia a diciotto anni, Salvatore Biondo (classe 1956) a dodici anni mentre Mariano Agate, Salvatore Buscemi, Antonino Geraci, Giuseppe Lucchese, Benedetto Spera e il collaboratore di giustizia Giovanni Brusca a sedici anni. Nel febbraio 2002 la Corte d'assise d'appello di Caltanissetta, presieduta da Giacomo Bodero Maccabeo, modificò la sentenza di primo grado: vennero condannati all'ergastolo Bernardo Provenzano, Giuseppe Calò, Michelangelo La Barbera, Raffaele e Domenico Ganci, Francesco Madonia, Giuseppe Montalto, Filippo Graviano, Cristofaro Cannella, Salvatore Biondo (classe 1955) e Salvatore Biondo (classe 1956); Stefano Ganci venne condannato a vent'anni di carcere, Giuseppe Madonia, Benedetto Santapaola, Giuseppe Farinella, Antonino Giuffrè, Salvatore Montalto e Matteo Motisi a sedici anni per associazione mafiosa (ma assolti dal reato di strage) mentre venne confermata la pena per Agate, Buscemi, Spera e Lucchese; invece i collaboratori di giustizia Salvatore Cancemi, Giovanni Brusca e Giovan Battista Ferrante ricevettero pene tra i diciotto e i sedici anni.
Nel gennaio 2003 la Corte di cassazione annullò con rinvio alla Corte d'assise d'appello di Catania le assoluzioni dall'accusa di strage per Salvatore Buscemi, Giuseppe Farinella, Benedetto Santapaola e Antonino Giuffrè, mentre venne annullata con rinvio anche la condanna per associazione mafiosa per Giuseppe Madonia e Giuseppe Lucchese; le altre condanne e assoluzioni vennero invece confermate. Il 9 luglio 2003 lo stralcio del Borsellino ter e parte del procedimento per la strage di Capaci, entrambi rinviati dalla Cassazione alla Corte d'assise d'appello di Catania, vennero riuniti in un unico processo perché avevano imputati in comune: vennero ascoltati in aula i nuovi collaboratori di giustizia Antonino Giuffrè, Ciro Vara e Calogero Pulci (che resero dichiarazioni sulle riunioni delle "Commissioni" provinciale e regionale di Cosa nostra in cui vennero decise le stragi) e nell'aprile 2006 la Corte d'assise d'appello di Catania condannò all'ergastolo Salvatore Montalto, Giuseppe Farinella, Salvatore Buscemi e Benedetto Santapaola mentre, per la strage di Capaci, vennero condannati all'ergastolo anche Giuseppe Montalto, Giuseppe Madonia, Carlo Greco, Pietro Aglieri, Mariano Agate e Benedetto Spera; Antonino Giuffrè e Stefano Ganci vennero condannati rispettivamente a venti e ventisei anni di carcere; Giuseppe Lucchese venne invece assolto. Nel settembre 2008 la Corte di Cassazione confermò questa sentenza.

### La riapertura delle indagini e il processo Borsellinoquater
Nel giugno 2008 Gaspare Spatuzza (ex mafioso di Brancaccio) iniziò a collaborare con la giustizia e si autoaccusò del furto della Fiat 126 utilizzata nell'attentato, smentendo la versione data dai collaboratori di giustizia Scarantino e Candura: in particolare Spatuzza dichiarò di avere compiuto il furto dell'auto la notte dell'8 luglio 1992 (undici giorni prima dell'attentato) insieme al suo sodale Vittorio Tutino, su incarico di Cristofaro Cannella e Giuseppe Graviano (capo della Famiglia di Brancaccio); Spatuzza riferì anche che portò l'auto rubata nell'officina di tale Maurizio Costa (dove vennero riparati i freni e la frizione danneggiati) e poi il 18 luglio (il giorno prima della strage) in un altro garage vicino a via D'Amelio, dove Lorenzo Tinnirello e Francesco Tagliavia provvidero a preparare l'innesco e l'esplosivo all'interno dell'auto. In seguito a queste dichiarazioni, la Procura di Caltanissetta, guidata dal Procuratore capo Sergio Lari, affiancato dai procuratori aggiunti Domenico Gozzo e Amedeo Bertone e dai pm Nicolò Marino, Gabriele Paci e Stefano Luciani, riaprì le indagini sulla strage di via D'Amelio: nel 2009 gli ex collaboratori di giustizia Scarantino, Candura e Andriotta confessarono ai magistrati di essere stati costretti a collaborare dal dirigente della Squadra mobile La Barbera e dal suo gruppo investigativo, che li sottoposero a forti pressioni psicologiche, maltrattamenti e minacce per spingerli a dichiarare il falso, mentre l'ex collaboratore Calogero Pulci sostenne di avere agito di sua iniziativa perché, a suo dire, voleva aiutare gli inquirenti.
Nell'aprile 2011 anche Fabio Tranchina (ex uomo di fiducia di Giuseppe Graviano) iniziò a collaborare con la giustizia, confermando le dichiarazioni di Spatuzza: infatti Tranchina riferì che una settimana prima della strage aveva compiuto due appostamenti in via D'Amelio insieme a Graviano, il quale gli chiese anche di procurargli un appartamento nelle vicinanze ma poi gli disse che aveva deciso di piazzarsi nel giardino dietro un muretto in fondo a via D'Amelio per azionare il telecomando che provocò l'esplosione. Per queste ragioni, il 27 ottobre dello stesso anno la Corte d'assise d'appello di Catania dispose la sospensione della pena per Salvatore Profeta, Natale Gambino, Giuseppe La Mattina, Giuseppe Urso, Cosimo Vernengo, Gaetano Murana, Gaetano Scotto e Vincenzo Scarantino, che erano stati condannati nei processi "Borsellino uno" e "Borsellino bis".
Il 2 marzo 2012 il giudice per le indagini preliminari di Caltanissetta Alessandra Giunta emise un'ordinanza di custodia cautelare per Vittorio Tutino, Calogero Pulci (accusato di calunnia), Salvatore Madonia (accusato di essere stato un componente della "Commissione provinciale" di Cosa nostra in qualità di reggente del mandamento di Resuttana e quindi di avere avallato la strage) e Salvatore Vitale (accusato da Spatuzza di avere messo a disposizione il suo maneggio per la consegna delle targhe rubate da apporre sull'autobomba per evitarne l'identificazione e di avere controllato le visite del giudice Borsellino alla madre poiché abitava nello stesso palazzo in via D'Amelio): tuttavia il procedimento a carico di Vitale venne sospeso per via delle sue gravi condizioni di salute, che lo portarono alla morte qualche tempo dopo; infine, nel novembre dello stesso anno, la Procura di Caltanissetta chiuse le indagini sulla strage.
Il 13 marzo 2013 il giudice dell'udienza preliminare di Caltanissetta condannò con il rito abbreviato i collaboratori Spatuzza e Tranchina rispettivamente a quindici e dieci anni di carcere per il loro ruolo avuto nella strage, mentre l'ex collaboratore Salvatore Candura venne condannato a dodici anni per calunnia aggravata; qualche giorno dopo si aprì il quarto processo per la strage di via D'Amelio (denominato "Borsellino quater"), che vedeva imputati Vittorio Tutino, Salvatore Madonia e gli ex collaboratori Vincenzo Scarantino, Francesco Andriotta e Calogero Pulci.
Nell'aprile 2017 la Corte d'assise di Caltanissetta, presieduta dal giudice Antonio Balsamo, condannò in primo grado Tutino e Madonia all'ergastolo per il reato di strage mentre gli ex collaboratori Andriotta e Pulci vennero condannati a dieci anni di carcere per calunnia; il reato di Scarantino venne invece prescritto grazie alla concessione delle attenuanti per essere stato indotto a rendere false dichiarazioni. Il 15 novembre 2019 la Corte d'assise d'appello di Caltanissetta, presieduta dal giudice Andreina Occhipinti, confermò le condanne di primo grado e la prescrizione per Scarantino. Il 5 ottobre 2021 la Cassazione confermò integralmente tale sentenza.

### Processo nei confronti di Matteo Messina Denaro per le stragi di Capaci e via D'Amelio

Matteo Messina Denaro in una foto di repertorio

Nel gennaio 2016 il gup di Caltanissetta emise un'ordinanza di custodia cautelare nei confronti di Matteo Messina Denaro, capomandamento di Castelvetrano latitante dal 1993, con l'accusa di essere uno dei mandanti delle stragi di Capaci e via D'Amelio. L'imputazione si basava sulle dichiarazioni di collaboratori di giustizia già acquisite nei vari processi sulle stragi che si sono celebrati negli anni precedenti: infatti, secondo i collaboratori Vincenzo Sinacori, Francesco Geraci e Giovanni Brusca, nel settembre 1991 Messina Denaro partecipò a una riunione a Castelvetrano in cui Salvatore Riina comunicò la decisione di dare il via alla strategia stragista, inviando appunto a Roma il boss castelvetranese insieme ad altri mafiosi per uccidere Giovanni Falcone, salvo poi richiamarli in Sicilia per eseguire l'attentato diversamente; inoltre, sempre secondo Sinacori, Geraci e Brusca, lo stesso Messina Denaro avrebbe progettato l'omicidio di Paolo Borsellino mentre questi era Procuratore capo a Marsala poiché il giudice era stato tra i primi inquirenti, insieme al commissario Calogero Germanà, ad indagare sulle attività della "famiglia" Messina Denaro, all'epoca pressoché sconosciuta agli organi investigativi, ed infatti aveva emesso un mandato di cattura per associazione mafiosa nei confronti del "patriarca" Francesco Messina Denaro, padre di Matteo.
Per questi motivi, l'anno successivo il gup di Caltanissetta Marcello Testaquadra dispose il rinvio a giudizio per Messina Denaro con l'accusa di strage; il processo si aprì il 13 marzo dello stesso anno.
Il 20 ottobre 2020 la Corte d'assise di Caltanissetta, presieduta dal giudice Roberta Serio, condannò all'ergastolo Messina Denaro in contumacia per il reato di strage. Il 16 gennaio 2023 Messina Denaro fu arrestato a Palermo dal ROS dei Carabinieri, dopo trent'anni di latitanza. Il 18 luglio dello stesso anno, in concomitanza con il trentunesimo anniversario della strage di via D'Amelio, la condanna è stata confermata in appello.

### L'indagine sulle dichiarazioni di Avola e la sua incriminazione per calunnia
Nel 2019 la Procura di Caltanissetta, nelle persone del procuratore capo Amedeo Bertone e dei procuratori aggiunti Gabriele Paci e Pasquale Pacifico, iscrisse nel registro degli indagati i mafiosi catanesi Maurizio Avola, Aldo Ercolano e Marcello D'Agata per il reato di strage, a seguito delle nuove dichiarazioni dello stesso Avola che, a quasi trent'anni dall'inizio della sua collaborazione con la giustizia, si autoaccusò di aver fornito supporto ai mafiosi palermitani insieme ad Ercolano e D'Agata nella realizzazione della strage di via D'Amelio.
Nel 2022 la Procura di Caltanissetta, nelle persone del nuovo procuratore capo Salvatore De Luca, dei sostituti della DNA Domenico Gozzo e Francesco Del Bene e dei sostituti procuratori Nadia Caruso e Marcello Pacifico, richiese l'archiviazione dell'indagine a carico di Avola, Ercolano e D'Agata perché non si trovarono riscontri alle accuse di Avola in quanto le indagini svolte avevano permesso di accertare che il collaboratore di giustizia nel giorno della strage non poteva trovarsi a Palermo, come da lui riferito, poiché era a Catania con il braccio ingessato ed inoltre il suo racconto era smentito dall'unico superstite della strage, l'ex agente di scorta Antonio Vullo. Per questo motivo, Avola risultava indagato dalla Procura di Caltanissetta per autocalunnia e calunnia aggravate dal settembre 2021. Nell'ottobre 2023 il gip di Caltanissetta Santi Bologna rigettò la richiesta d'archiviazione e richiese nuovi accertamenti sulle dichiarazioni di Avola.

### Vicende collegate

#### L'indagine sui "mandanti occulti"
Nel 1993 la Procura di Caltanissetta aprì un secondo filone d'indagine parallelo per accertare le responsabilità nelle stragi di Capaci e via D'Amelio di eventuali suggeritori o concorrenti esterni all'organizzazione mafiosa (i cosiddetti "mandanti occulti" o "a volto coperto"): nel 1998 vennero iscritti nel registro degli indagati Silvio Berlusconi e Marcello Dell'Utri sotto le sigle "Alfa" e "Beta" per concorso in strage, soprattutto in seguito alle dichiarazioni de relato del collaboratore di giustizia Salvatore Cancemi; tuttavia nel 2002 il giudice per le indagini preliminari di Caltanissetta archiviò l'inchiesta su "Alfa" e "Beta" al termine delle indagini preliminari, poiché non si era potuta trovare la conferma delle chiamate de relato.
Nel 1994 la Procura di Caltanissetta iscrisse nel registro degli indagati l'ex funzionario di Polizia e dirigente del SISDE Bruno Contrada (già sotto processo per concorso esterno in associazione mafiosa) per concorso in strage, sulla base della testimonianza dell'allora capitano dei carabinieri Umberto Sinico, il quale, pochi giorni dopo la strage, aveva rivelato ai magistrati di aver saputo da una «fonte segreta» che Contrada era stato fermato in via D'Amelio dalla prima volante accorsa dopo l'esplosione ma la relazione di servizio che lo attestava era stata distrutta su ordine dei loro superiori; a ciò si aggiunsero nel 1997 le dichiarazioni del collaboratore di giustizia Francesco Elmo (faccendiere implicato in vari traffici illeciti, che affermava di aver militato nell'Organizzazione Gladio) il quale sosteneva di essere passato per caso nei pressi di via D'Amelio dopo l'attentato e di aver visto Contrada tra le fiamme allontanarsi con una borsa: dopo vari tentennamenti, Sinico rivelò finalmente che la sua «fonte segreta» era il funzionario di polizia Roberto Di Legami, il quale negò la circostanza e, per questo motivo, nel 2002 venne rinviato a giudizio per falsa testimonianza, venendo poi assolto con formula piena tre anni dopo. Nel gennaio 2002 il giudice per le indagini preliminari di Caltanissetta archiviò la posizione di Contrada perché le prove non erano sufficienti e poiché era stato dimostrato che l'ex funzionario, nelle ore della strage, si trovava in barca al largo di Palermo insieme ad amici.
Sempre nel 2002, la Procura di Caltanissetta iscrisse nel registro degli indagati anche gli imprenditori Antonino Buscemi, Pino Lipari, Giovanni Bini, Antonino Reale, Benedetto D'Agostino e Agostino Catalano (ex titolari di grandi imprese edili collegate alla Calcestruzzi S.p.A. del Gruppo Ferruzzi-Gardini che si occupavano dell'illecita gestione dei grandi appalti per conto dell'organizzazione mafiosa) per concorso in strage, in base alle dichiarazioni dei collaboratori di giustizia Angelo Siino e Giovanni Brusca: le indagini infatti ipotizzarono un interesse che alcuni ambienti politico-imprenditoriali e mafiosi avevano di evitare lo sviluppo e l'approfondire delle indagini che i giudici Falcone e Borsellino stavano conducendo sul dossier denominato "Mafia e Appalti" insieme al ROS; tuttavia nel 2003 il giudice per le indagini preliminari di Caltanissetta archiviò le indagini sugli accusati perché "gli elementi raccolti non appaiono idonei a sostenere l'accusa" in giudizio.
Nel 2009, sulla base delle nuove rivelazioni dei collaboratori di giustizia Vito Lo Forte e Francesco Marullo, la Direzione Nazionale Antimafia guidata da Pietro Grasso identificò "faccia da mostro" (fantomatico killer con il volto deturpato al soldo di mafia e servizi segreti deviati) in Giovanni Aiello, un ex poliziotto che aveva prestato servizio in Sicilia e poi era stato congedato perché sfigurato a una guancia da una fucilata: sempre nello stesso anno, la Procura di Caltanissetta iscrisse Aiello nel registro degli indagati per concorso nelle stragi di Capaci e via D'Amelio (ma anche per il fallito attentato all'Addaura) poiché appunto i due collaboranti avevano parlato di un suo presunto ruolo nei tre attentati; l'indagine venne però archiviata nel 2012 dal giudice per le indagini preliminari di Caltanissetta perché non si trovarono conferme al racconto di Lo Forte e Marullo, pur sostenendo che «molteplici altre circostanze inducono a identificare il soggetto di cui hanno parlato i collaboratori Lo Forte e Marullo nella persona dell'odierno indagato».
Nel 2010 la Procura di Caltanissetta iscrisse nel registro degli indagati l'ex funzionario del SISDE Lorenzo Narracci (braccio destro di Bruno Contrada) per concorso in strage, in quanto il collaboratore di giustizia Gaspare Spatuzza l'avrebbe riconosciuto fotograficamente come l'uomo misterioso presente nel garage dove venne preparata l'autobomba; Narracci si difese affermando che nelle ore della strage si trovava ad una gita in barca al largo di Palermo insieme al collega Contrada ed altri amici e nel 2016 le accuse vennero archiviate poiché il riconoscimento effettuato da Spatuzza non era certo.

#### L'indagine sulla scomparsa dell'agenda rossa
Nel febbraio 2006 la Procura di Caltanissetta aprì un'indagine sulla scomparsa dell'agenda rossa del giudice Borsellino, in seguito alla segnalazione di una fotografia scattata da un giornalista subito dopo l'attentato in cui si vedeva l'allora capitano dei carabinieri Giovanni Arcangioli che si allontanava da via D'Amelio con la borsa del giudice Borsellino, che venne ritrovata nell'auto distrutta dall'esplosione dopo alcune ore. Interrogato dai magistrati, Arcangioli (diventato colonnello) sostenne di avere consegnato la borsa ai giudici Vittorio Teresi e Giuseppe Ayala (i quali erano sopraggiunti sul luogo della strage), ma essi negarono la circostanza: per queste ragioni, il colonnello Arcangioli venne inizialmente indagato per false dichiarazioni ma nel febbraio 2008 il giudice per le indagini preliminari lo incriminò anche per il furto dell'agenda rossa e la Procura di Caltanissetta ne chiese il rinvio a giudizio: tuttavia il giudice dell'udienza preliminare rigettò la richiesta, sostenendo che non vi erano le prove per un'incriminazione di Arcangioli poiché la borsa in questione rimase per quattro mesi presso la squadra mobile di Palermo senza essere aperta e quindi l'agenda potrebbe essere stata sottratta in un momento successivo ma avanzò anche l'ipotesi che, al momento dell'attentato, Borsellino avesse l'agenda rossa in mano e non nella borsa (come testimoniato dall'agente sopravvissuto Antonio Vullo) e quindi questa andò distrutta nell'esplosione. Per questi motivi, la Procura di Caltanissetta fece ricorso in Cassazione, che però non lo accolse, sostenendo la tesi del giudice dell'udienza preliminare.
Nel novembre 2023 la Procura di Caltanissetta iscrisse nel registro degli indagati la moglie e la figlia del defunto funzionario di polizia Arnaldo La Barbera con l‘accusa di ricettazione aggravata dal favoreggiamento a Cosa nostra poiché, secondo le dichiarazioni fornite da un amico di famiglia agli inquirenti, sarebbero in possesso dell’agenda rossa; tuttavia l’agenda non è stata ritrovata nel corso delle perquisizioni effettuate a casa di Angiola e Serena La Barbera, funzionario della presidenza del Consiglio che si occupa di sicurezza nazionale, e di altri parenti.

#### La strage di via D'Amelio nel processo sulla presunta "trattativa Stato-mafia"
Nel 2009, in seguito alle dichiarazioni di Massimo Ciancimino che riguardavano l'inchiesta sulla cosiddetta "trattativa Stato-mafia", le Procure di Caltanissetta e Palermo ascoltarono le testimonianze di Liliana Ferraro (ex vice direttore degli affari penali presso il Ministero della giustizia) e dell'ex ministro Claudio Martelli, i quali confermarono di essere stati avvicinati dall'allora colonnello dei carabinieri Mario Mori che chiedeva "copertura politica" per i suoi contatti con Vito Ciancimino al fine di fermare le stragi; in particolare la Ferraro dichiarò che ne parlò con il giudice Borsellino, che si dimostrò già informato dei contatti tra Ciancimino e i carabinieri. Infatti l'inchiesta fece emergere che il 25 giugno 1992 (circa un mese prima di essere ucciso) Borsellino s'incontrò con il colonnello Mori e con l'allora capitano Giuseppe De Donno: secondo quanto dichiarato da Mori e De Donno ai magistrati, durante quell'incontro Borsellino si limitò a parlare con loro sulle indagini dell'inchiesta "Mafia e Appalti". Nello stesso periodo, Agnese Piraino Leto (vedova di Borsellino) dichiarò ai magistrati che, qualche giorno prima di essere ucciso, il marito le confidò che il generale dei carabinieri Antonio Subranni (diretto superiore del colonnello Mori) era vicino ad ambienti mafiosi e che c'era un contatto tra mafia e parti deviate dello Stato. I magistrati di Palermo e Caltanissetta acquisirono anche le dichiarazioni rese dai collaboratori di giustizia Salvatore Cancemi e Giovanni Brusca nel processo "Borsellino ter", in cui affermavano che Salvatore Riina fece sospendere la preparazione dell'attentato contro l'onorevole Calogero Mannino e insistette particolarmente per accelerare l'uccisione di Borsellino ed eseguirla con modalità eclatanti; in particolare, Riina avrebbe detto a Brusca che la trattativa si era improvvisamente interrotta e c'era «un muro da superare» e, secondo il magistrato Nino Di Matteo (che condusse le indagini sulla "Trattativa"), la strage di via D'Amelio fu eseguita per «proteggere la trattativa dal pericolo che il dott. Borsellino, venutone a conoscenza, ne rivelasse e denunciasse pubblicamente l'esistenza, in tal modo pregiudicandone irreversibilmente l'esito auspicato»
Per quanto riguarda la complessa vicenda processuale, il 4 novembre 2015 il giudice dell'udienza preliminare di Palermo, Marina Petruzzella ha assolto Calogero Mannino (giudicato con il rito abbreviato) dall'accusa a lui contestata per "non aver commesso il fatto"; la sentenza di assoluzione è stata confermata in appello il 22 luglio 2019 e anche dalla Cassazione l'11 dicembre 2020. Per gli imputati giudicati con il rito ordinario, il 20 aprile 2018 la Corte d'assise di Palermo, presieduta dal dott. Alfredo Montalto, pronunciò la sentenza di primo grado, con la quale vennero condannati a dodici anni di carcere Mario Mori, Antonio Subranni, Marcello Dell'Utri, Antonino Cinà, ad otto anni Giuseppe De Donno e Massimo Ciancimino (per lui il reato venne prescritto), a ventotto anni Leoluca Bagarella; vennero inoltre prescritte, come richiesto dai pubblici ministeri, le accuse nei confronti di Giovanni Brusca, e venne assolto Nicola Mancino. Il 23 settembre 2021 la Corte d'assise d'appello di Palermo ribaltò la sentenza di primo grado e assolse Mori, Subranni e De Donno perché "il fatto non costituisce reato" e l'ex senatore Dell'Utri "per non aver commesso il fatto", mentre confermò la prescrizione per Brusca e la condanna a dodici anni del capomafia Antonino Cinà e ridusse a ventisette anni la pena al boss Bagarella. Il 27 aprile 2023 la Cassazione ha confermato l'assoluzione nei confronti di Mori, De Donno e Subranni, però con la formula "per non avere commesso il fatto", ed anche quella per Dell'Utri, mentre per Bagarella e Cinà ha dichiarato la prescrizione del reato.

#### Processo sul presunto depistaggio delle indagini
Nel luglio 2018 la Procura di Caltanissetta chiese il rinvio a giudizio per il funzionario di polizia Mario Bo e per gli ispettori Michele Ribaudo e Fabrizio Mattei, con l'accusa di calunnia in concorso; i tre infatti avevano fatto parte del gruppo investigativo "Falcone-Borsellino" guidato dal dirigente della Squadra mobile di Palermo Arnaldo La Barbera (deceduto nel 2002) che si occupò delle prime indagini sulla strage di via D'Amelio e avevano gestito la controversa collaborazione con la giustizia di Vincenzo Scarantino: secondo le indagini della Procura di Caltanissetta e le prove emerse durante il processo di primo grado denominato "Borsellino quater", i tre poliziotti avrebbero indotto Scarantino a rendere false dichiarazioni sottoponendolo a minacce, maltrattamenti e pressioni psicologiche. Il processo iniziò il 5 novembre dello stesso anno dinanzi al Tribunale di Caltanissetta.
Il 12 luglio 2022 la Corte d'assise di Caltanissetta dichiarò prescritto il reato per Mario Bo e Fabrizio Mattei mentre Ribaudo fu assolto "perché il fatto non costituisce reato".
Il 3 giugno 2024 la Corte d'assise d'appello di Caltanissetta, in parziale riforma della sentenza di primo grado, confermò la prescrizione per Bo e Mattei ma dichiarò prescritto il reato anche per Ribaudo (che in primo grado era stato assolto).

## Commemorazioni

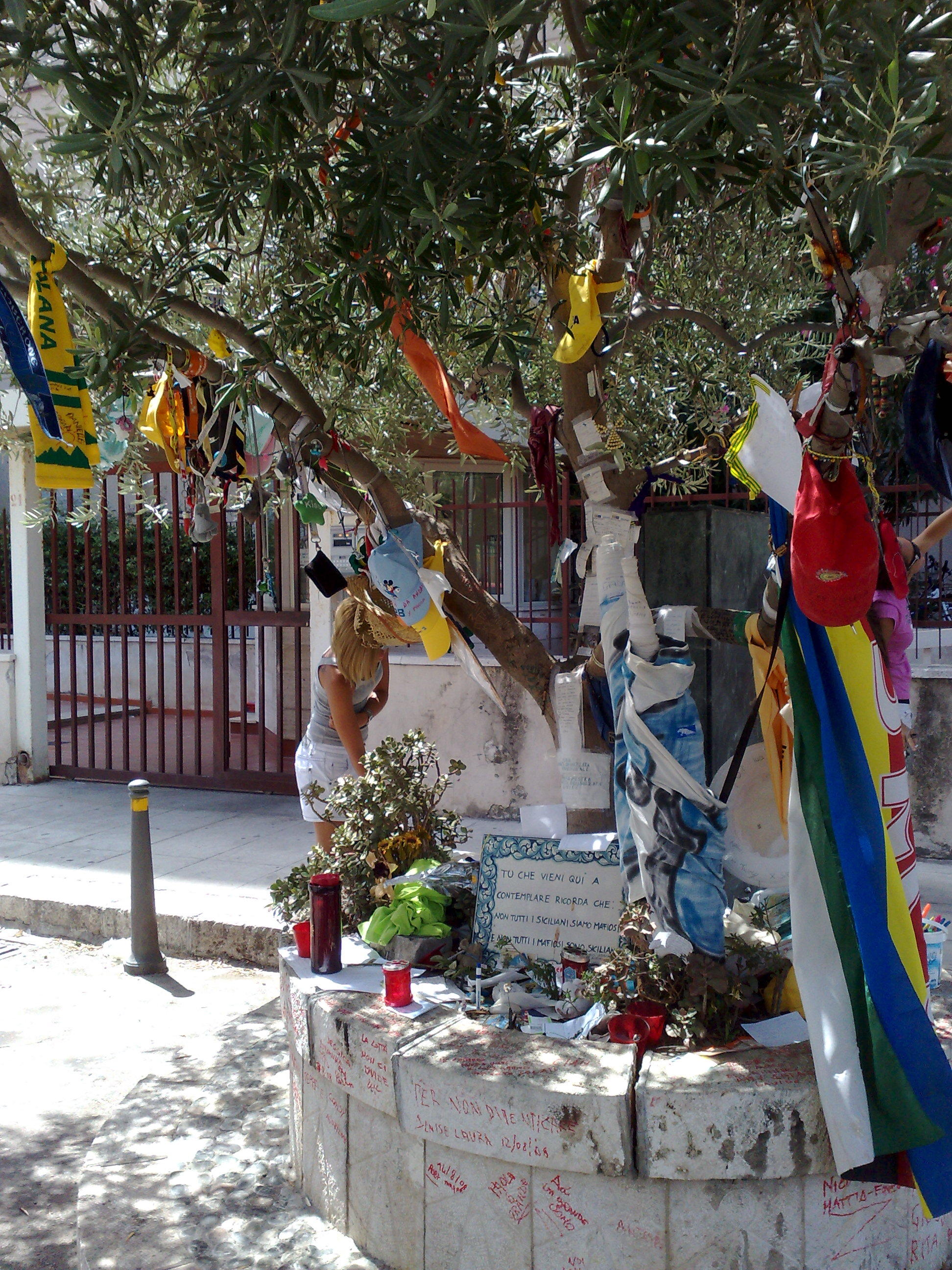
L'albero posto in via D'Amelio 21 per commemorare l'uccisione di Paolo Borsellino e della sua scorta

Un anno dopo la strage, per iniziativa della signora Maria Pia Lepanto, madre del giudice Borsellino, nel cratere lasciato dall'esplosione di via D'Amelio venne piantumato un albero di olivo proveniente da Betlemme come simbolo di pace e giustizia tra i popoli.
Ogni anno, nella ricorrenza della strage, vengono organizzate manifestazioni ed eventi culturali per ricordare il tragico attentato in cui persero la vita il giudice Borsellino e gli agenti di scorta.

## Filmografia
- Giovanni Falcone (1993), regia di Giuseppe Ferrara.
- Gli angeli di Borsellino (2003), regia di Rocco Cesareo.
- Paolo Borsellino (2004), miniserie televisiva di Gianluca Maria Tavarelli.
- In un altro paese (2005), film documentario di Marco Turco.
- Il capo dei capi (2007), miniserie televisiva di Enzo Monteleone e Alexis Sweet.
- Paolo Borsellino - I 57 giorni (2012), film televisivo di Alberto Negrin.
- Vi perdono ma inginocchiatevi (2012), film televisivo di Claudio Bonivento.
- La mafia uccide solo d'estate (2013), regia di Pif.
- Era d'estate (2016), regia di Fiorella Infascelli.
- Paolo Borsellino - Adesso tocca a me (2017), docu-drama di Francesco Miccichè.
- Liberi sognatori - La scorta di Borsellino - Emanuela Loi (2018), film televisivo di Stefano Mordini e Pietro Valsecchi.